# Dienne
Dienne település Franciaországban, Cantal megyében. Lakosainak száma 238 fő (2022. január 1.). Dienne Cheylade, Le Claux, Laveissière, Lavigerie, Saint-Saturnin, Ségur-les-Villas, Vernols, Murat és Chavagnac községekkel határos.

## Népesség
A település népességének változása:
| Lakosok száma | 583  | 396  | 359  | 272  | 267  | 271  | 273  | 272  | 261  | 238  |
|               | 1968 | 1982 | 1990 | 2006 | 2013 | 2015 | 2017 | 2019 | 2020 | 2022 |